# Rivière à la Loutre (île d'Anticosti)
Pour les articles homonymes, voir Rivière à la Loutre et Loutre (homonymie).
La rivière à la Loutre est un cours d'eau de l'île d'Anticosti se jetant dans golfe du Saint-Laurent. Elle coule dans la municipalité de L'Île-d'Anticosti, au Québec (Canada).

## Toponymie
Le toponyme « rivière à la Loutre » a été officialisé le 5 décembre 1968.

## Géographie
La rivière à la Loutre tire sa source du lac long (altitude: 3,5 m) situé au centre-ouest de l'île d'Anticosti. Cette source est située à:
- 31,8 km à l'est du de Port-Menier;
- 14,9 km au sud de la rive nord de l'île d'Anticosti;
- 17,1 km au nord-est de la rive sud de l'île d'Anticosti[3].

À partir de l'embouchure du lac Long, la rivière à la Loutre coule sur 29,6 km avec une dénivellation de 116 m, selon les segments suivants:
- 9,6 km d'abord vers le nord, en formant une grande courbe sur 180 degrés d'un diamètre d'environ 4,0 km, jusqu'à la limite ouest du SÉPAQ Anticosti;
- 13,6 km vers le sud, constituant la limite ouest de la SÉPAQ Anticosti en formant un crochet vers l'ouest en fin de segment, jusqu'à un coude de rivière;
- 6,4 km vers le sud dans la SÉPAQ Anticosti, jusqu'à son embouchure[3].

La rivière à la Loutre se déverse sur la rive sud de l'île d'Anticosti, soit à 6,1 km de la limite ouest de la SÉPAQ Anticosti et à 39,2 km à l'est de Port-Menier.